# Plano de Metas

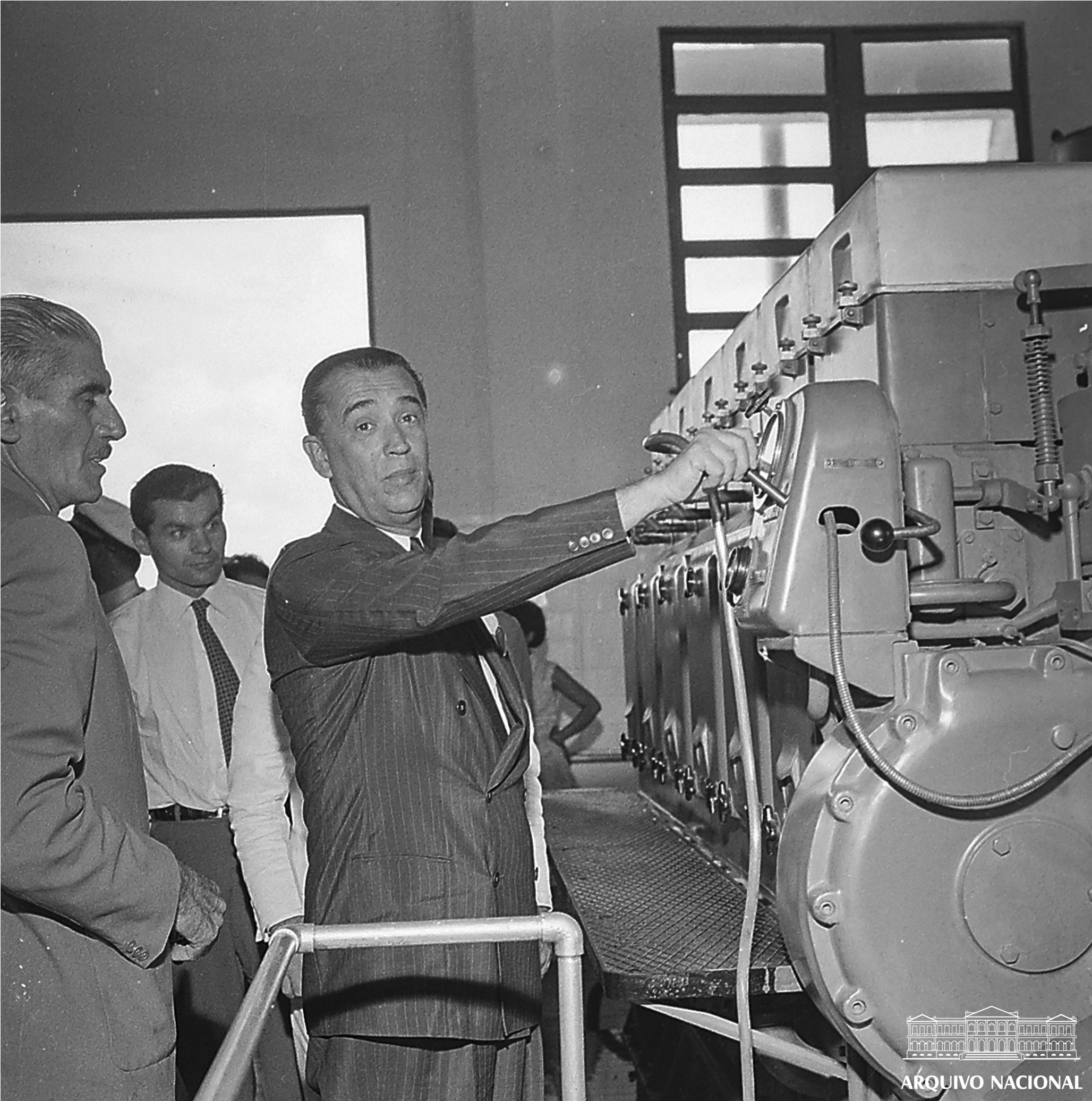
Juscelino inaugurando a Refinaria Isaac Sabbá, janeiro de 1957.

O Plano de Metas foi um programa de industrialização e modernização levado a cabo no Governo Juscelino Kubitschek, na forma de um  "ambicioso conjunto de objetivos setoriais" que "daria continuidade ao processo de substituição de importações que se vinha desenrolando nos dois decênios anteriores". Bandeira importante de sua campanha eleitoral, ainda que nesta fase de sua candidatura os projetos fossem mencionados de forma sintética pela falta de estudos detalhados, posteriormente se "constituiu o mais completo e coerente conjunto de investimentos até então planejados" resultado dos trabalhos efetuados pelo Conselho de Desenvolvimento, instituído pelo Decreto nº 38 744 de 1 de fevereiro de 1956.
O plano, que contemplou apenas marginalmente o setor industrial, continha metas tanto para o setor público como para o setor privado, impulsionando um período de crescimento econômico acelerado, às custas de um alto endividamento público. Apesar de ter sido realizada na presidência de Juscelino, o plano teve consequências em administrações futuras, quando aconteceram diversos planos para recuperação da economia do país.

## Contexto

### Política
Juscelino Kubitschek foi o primeiro presidente do chamado período “populista” a concorrer às eleições presidenciais com programa de governo com propostas claras de ação. Inserido à corrente nacional-desenvolvimentista, Kubitschek trabalhava sob a perspectiva de uma ideologia de superação do subdesenvolvimento brasileiro através do “50 anos em 5 anos de mandato”.
Assim, aderiu a um modelo econômico auto-sustentável, propondo uma espécie de rompimento com o modelo agrário-exportador e com a oligarquia latifundiária. A ideia era a de que exportando matérias-primas o país estava fadado ao aniquilamento e perecimento. Logo, para os nacionalistas, a solução econômica para o país era a de substituir a elite agrária por uma revolução democrático-burguesa.[carece de fontes?] Para isso, JK (Juscelino Kubitschek) comprometeu-se com o processo de industrialização, confiado a ele pelos nacionalistas. E assim, lutava contra o Imperialismo através da batalha contra o subdesenvolvimento brasileiro, embora seu Plano de Metas venha a ser criado com investimentos diretos do capital externo, o que recebeu apoio dos liberais e oposição das esquerdas que eram contra a entrada do capital estrangeiro. Ainda que não constasse no plano, a construção de Brasília, no interior de Goiás, posteriormente acabou se tornando um compromisso político de campanha.

### Economia
Em 1956 a economia brasileira apresentava um quadro de grandes desequilíbrios: grandes déficits fiscais agravado por dificuldades de financiamento externo. Nesse contexto, dado que a adoção de políticas contracionistas seriam politicamente insustentáveis para o governo (as tentativas anteriores de contração do crédito para controlar a inflação foram efêmeras), o presidente optou um conjunto de políticas econômicas que podem ser chamadas de heterodoxas, aumentando o gasto público apesar dos graves desequilíbrios macroeconômicos. Essa opção por crescimento ao invés de estabilidade, também chamada de desenvolvimentismo, estava em desacordo com as políticas ortodoxas recomendadas à época pelo FMI, e seguidas pela maioria dos países latino-americanos.[carece de fontes?] O desenvolvimentismo era apresentado pelos seus defensores perante à opinião pública sob a bandeira do "nacionalismo".

## Composição do Plano de Metas
Subdividido em setores, o Plano de Metas de Juscelino Kubitschek era marcado por investimentos em estradas, em siderúrgicas, em usinas hidrelétricas, na marinha mercante e pela construção de Brasília e baseava-se em “30 metas”, divididas em: Setores da energia (1 a 5), Setores do transporte (6 a 12), Setores da alimentação (13 a 18), Setor da indústria de base (19 a 29),  Setor da educação (30).

### Energia
O setor já havia superado o excesso de demanda por energia nos anos 1954-56, suprindo adequadamente as necessidades da indústria instalada no pós-guerra, mas para suprir as necessidades da indústria, caso as metas fossem atingidas, o Plano previa que a oferta de energia deveria crescer pelo menos 10% ao ano durante o período. Assim, o esforço principal buscava ampliar a capacidade geradora e os sistemas de distribuição para 5 mil mW em 1960, bem como o início de obras que elevassem a capacidade em adicionais 60% em 1965. O esforço de construção de novas hidrelétricas ficou basicamente concentrado em usinas de grande porte.
| Ano                  | 1954    | 1955    | 1956    | 1957    | 1958    | 1959    | 1960    | 1961    | 1962    |
| -------------------- | ------- | ------- | ------- | ------- | ------- | ------- | ------- | ------- | ------- |
| Capacidade instalada | 2806 mW | 3149 mW | 3550 mW | 3767 mW | 3999 mW | 4115 mW | 4800 mW | 5205 mW | 5783 mW |

Fonte: XI Exposição sobre o Programa de Reaparelhamento Econômico - BNDE apud Lessa, 1983.
Desde 1954, com a criação da Petrobrás, havia-se definido uma política que buscava a total substituição das importações de petróleo e de combustíveis líquidos, o que exigia a instalação de um parque refinador e de um amplo programa de prospecção e amplicação da produção de petróleo. A meta para o refino era de 308 mil barris/dia e a produção interna de 100 mil b./dia para fins de 1960. Apesar de 1958 a capacidade de refino ainda ser de apenas 108,3 mil b./dia em 1961 foi atingida a marca de 308,6 mil b./dia. A evolução da produção pode ser vista na tabela abaixo:
| Ano                            | 1955 | 1956  | 1957  | 1958  | 1959  | 1960  |
| ------------------------------ | ---- | ----- | ----- | ----- | ----- | ----- |
| Produção nacional (mil b./dia) | 5,6  | 11,1  | 27,7  | 51,8  | 64,6  | 75,5  |
| Consumo nacional (mil b./dia)  | 180  | 199,8 | 187,2 | 215,3 | 225,6 | 240,3 |
| Prod. nac. em % do cons.       | 3%   | 5,5%  | 14,8% | 24,1% | 28,6% | 31,4% |

Fonte: Conselho do Desenvolvimento - Conselho Nacional do Petróleo apud Lessa, 1983.
O Plano também buscava
uma modificação estrutural na indústria carvoeira em crise devido à dieselização da rede ferroviária, que deixou sem procura os tipos inferiores de carvão, de produção obrigatória. Apesar de não se ter expandido a produção de carvão para 3 milhões de toneladas em 1960, como se propunha, tendo-se inclusive contraído a produção interna, durante a realização do Plano de Metas lançaram-se as bases para a modificação da composição interna da procura de carvão, através do início da construção de usinas termelétricas à boca das minas.
Outros investimentos estatais durante o Plano de Metas:
- Setor Siderúrgico - investimentos na Companhia Siderúrgica Nacional e na Belgo-Mineira(capital misto) com crescimento de 80%
- Setor de Comunicações - criação da Embratel
- Setor Energético - investimentos na Eletrobrás com duplicação da produção
- Saúde - aumento em 70% dos leitos em hospitais
- Educação - investimentos na educação profissional (a exemplo do CEFET) e criação da UnB com o sistema de créditos
- Agricultura - expansão da fronteira agrícola - menor crescimento do Plano(40%)
- Moradia Popular e Saneamento Básico - investimentos concentrados na região Sudeste
- Transportes - investiu em Rodoviarismo com a construção de grandes rodovias, a exemplo da Belém-Brasília

O Plano não se preocupava com a má distribuição da renda e não contempalava gastos "sociais" além de uma meta de treinamento e formação de pessoal técnico. O processo de industrialização ficou concentrado na região Centro-Sul, e apenas com a criação da SUDENE em 1959 se ve uma preocupação em dinamizar as antigas regiões agrário-exportadoras.

### Investimento
Apesar de não existirem dados seguros sobre o tamanho dos investimentos do Plano em relação à economia como um todo, na IV Exposição sobre o Programa de Reaparelhamento Econômico do BNDE se apresentam estimativas dos investimentos do Plano como proporção do PIB, que teria sido de 7,6% em 1957 caindo para 4,1% em 1961. Como o investimento total médio do setor público durante os anos JK representou 14,5% do PIB, isso mostra a amplitude de ação do Plano. Também, a participação do setor público no investimento fixo da economia cresceu de 27,5% em 1950-56, excluído 1951-52, para 37,1% em 1957-60. Estes dados provavelmente subestimam o aumento da participação do investimento público no investimento total, uma vez que na época as contas das empresas públicas eram agregadas às do setor privado.
De acordo com IV Exposição sobre o Programa de Reaparelhamento Econômico do BNDE, os valores dos investimentos estimados à época de sua elaboração foram (em bilhões de Cr$ exceto os valores de importados que estão em milhões de US$):
| Setor        | Bens e serviços produzidos no País | Bens e serviços importados | Investimento Total | % do total |
| ------------ | ---------------------------------- | -------------------------- | ------------------ | ---------- |
| Energia      | 110                                | 862,2                      | 154,3              | 43,4%      |
| Transportes  | 75,3                               | 582,2                      | 105,3              | 29,6%      |
| Alimentação  | 4,8                                | 130,9                      | 11,5               | 3,2%       |
| Ind. de Base | 34,6                               | 742,8                      | 72,7               | 20,4%      |
| Educação     | 12                                 | -                          | 12                 | 3,4%       |
| TOTAL        | 236                                | 2318,5                     | 355,8              | 100%       |

### Financiamento
Já em meados da década de 1950 observa-se um estancamento das fontes externas de financiamento e não havia poupança interna voluntária no montante requerido para levar a cabo o Plano, nem canais financeiros que as tranferissem fluidamente aos setores a serem expandidos. "Com um sistema intermediário financeiro orientado basicamente para servir a uma economia mercantil, e um setor público desprovido de eficazes instrumentos de captação de recursos, o financiamento do Plano implicaria na intensificação dos desequilíbrios já presentes no panorama econômico".